# Min Ayahana
Min Ayahana (彩花 みん, Ayahana Min, nascuda el 3 de febrer de 1963) és una mangaka japonesa, de Nanao en la Prefectura d'Ishikawa, Japó. Va debutar amb el manga Warera High School Hero, publicat en el número de tardor de Ribon Bikkuri Daizoukan en 1991. El seu treball més conegur és Akazukin Chacha (Red Riding Hood Chacha).

## Treballs
- Gonta o Korose! — col·lecció d'històries curtes, contenent:
  - Gonta o Korose!
  - Tatakae!! Shyness Boy
  - Yumemiru Tenori Shōjo
  - Aoi Hane no Tenshi
  - Warera High School Hero
- Akazukin Chacha (13 tankōbon vols/9 bunkoban vols)
- Pyon — col·lecció d'històries curtes, contenent:
  - Pyon
  - Oni Love
  - Kuseke Onna
  - Nekketsu Yōji Senki
  - Moomba Doll
- Toro to Issho! Anshin Anzen Book — Llibre a tot color il·lustrat per Min Ayahana i supervisat per Kentarō Arai, educant sobre la prevenció del crim. Al llibre apareix el personatge Toro del videojoc Doko Demo Issho.

### Uncompiled
- Nezumin ga Chū
- Suppin Mama
- Chiromiro no Hana
- Cyborg nyaron
- Kichune
- Obakeya-san
- Ashita wa Otenki
- Kaisha
- Chokkori Hoshi 3 Kyōdai